# Кубок Казахстана по мини-футболу 2015
20-й розыгрыш Кубка Казахстана по мини-футболу проходит с 28 сентября по 20 декабря 2015 года. В розыгрыше принимает участие 6 команд, в том числе 5 из Чемпионат РК и 1 клуб из Первой лиги.

## Групповой этап
28 сентября — 2 октября 2015 года
В полуфинал из группы проходило 4 команды.
| 1 | «Кайрат»        | 5 | 5 | 0 | 0 | 53 — 6  | +47 | 15 | ~    | 6:2  | 9:1 | 11:3 | 11:0 | 16:0 |
| 2 | «Аят»           | 5 | 4 | 0 | 1 | 21 — 9  | +12 | 12 | 2:6  | ~    | 2:0 | 4:1  | 2:0  | 11:2 |
| 3 | «Астана-Тулпар» | 5 | 3 | 0 | 2 | 16 — 14 | +2  | 9  | 1:9  | 0:2  | ~   | 3:1  | 5:0  | 7:2  |
| 4 | «Ушкын-Искра»   | 5 | 1 | 1 | 3 | 13 — 23 | -10 | 4  | 3:11 | 1:4  | 1:3 | ~    | 5:5  | 3:0  |
| 5 | «Инжу»          | 5 | 1 | 1 | 3 | 8 — 25  | -17 | 4  | 0:11 | 0:2  | 0:5 | 5:5  | ~    | 3:2  |
| 6 | «ТЭК-Казахстан» | 5 | 0 | 0 | 5 | 6 — 40  | -34 | 0  | 0:16 | 2:11 | 2:7 | 0:3  | 2:3  | ~    |

## Полуфинал
| Аят                        | 2:3 | Астана-Тулпар                                            |
| -------------------------- | --- | -------------------------------------------------------- |
| Ерсултан Сагындыков 4′, 6′ |     | Бауыржан Кукумбаев 5′ · Болинья 31′ · Владимир Лазич 37′ |

| Кайрат                                                    | 5:1 | Ушкын-Искра           |
| --------------------------------------------------------- | --- | --------------------- |
| Игор 13′, 32′ · Михаил Першин 17′ · Дуглас 29′ · Жоан 33′ |     | Даурен Турсагулов 20′ |

## Матч за 3-е место
| Аят                                                                         | 5:0 | Ушкын-Искра |
| --------------------------------------------------------------------------- | --- | ----------- |
| Ерсултан Сагындыков 17′ · Антон Рындин 22′, 29′, 30′ · Сергей Чеботарёв 25′ |     |             |

## Финал
| Кайрат                                                                              | 6:0 | Астана-Тулпар |
| ----------------------------------------------------------------------------------- | --- | ------------- |
| Дуглас 10′, 13′, 22′ · Динмухамбет Сулейменов 16′ · Игор 17′ · Серик Жаманкулов 28′ |     |               |